# The Devil’s Rain
The Devil’s Rain – ósmy album studyjny amerykańskiego punkowego zespołu The Misfits, wydany 4 października 2011 roku. Nagrania dotarły do 70. miejsca listy Billboard 200 w Stanach Zjednoczonych.

## Lista utworów
Opracowano na podstawie materiału źródłowego.
1. „The Devil’s Rain” (Jerry Only) - 3:22
2. „Vivid Red” (Jerry Only) - 1:55
3. „Land of the Dead” (Jerry Only) - 2:13
4. „The Black Hole” (Jerry Only) - 1:50
5. „Twilight of the Dead” (Jerry Only) - 2:33
6. „Curse of the Mummy's Hand” (Jerry Only) - 3:49
7. „Cold in Hell” (Jerry Only) - 2:50
8. „Unexplained” (Jerry Only) - 3:03
9. „Dark Shadows” (Jerry Only) - 3:40
10. „Father” (Jerry Only) - 3:39
11. „Jack the Ripper” (Dez Cadena) - 3:49
12. „Monkey's Paw” (Daniel Rey, Jerry Only) - 2:47
13. „Where Do They Go?” (Jerry Only) - 2:39
14. „Sleepwalking” (Jerry Only, Ed Stasium) - 4:13
15. „Ghost of Frankenstein” (Jerry Only) - 2:55
16. „Death Ray” (Dez Cadena) - 4:58

## Twórcy
Opracowano na podstawie materiału źródłowego.
- Jerry Only – wokal prowadzący, wokal wspierający, gitara basowa, instrumenty klawiszowe
- Dez Cadena – gitara, wokal prowadzący, wokal wspierający, instrumenty perkusyjne
- Eric „Chupacabra” Arce – perkusja